# Sa Dulo ng Walang Hanggan
Sa Dulo ng Walang Hanggan é uma telenovela filipina produzida e exibida pela ABS-CBN, cuja transmissão ocorreu em 2001.

## Elenco
- Claudine Barretto - Angelina / Angeline Montenegro-Crisostomo
- Carlos Agassi  - Benedicto / Benjamin "Benjie" Ilagan
- Mylene Dizon  -  Susan, Sara / Sally Concepción
- Ronaldo Valdez  - Don Teodoro / Miguel Crisostomo
- Tetchie Agbayani   - Consuelo
- Bernard Palanca  -  Alfonso
- Spanky Manikan  - Don Sebastian
- Shamaine Buencamino   - Veronica
- Carol Banawa/Dianne dela Fuente - Minerva
- Karla Estrada  - Sening
- Shaina Magdayao  - Carmela
- John Lloyd Cruz  - Emilio